# Renate Vogel
Renate Vogel, född 30 juni 1955 i Karl-Marx-Stadt, Östtyskland, är en före detta östtysk simmare.
Vogel blev olympisk silvermedaljör på 4 x 100 meter medley vid sommarspelen 1972 i München.